# 존 심
존 심(John Simm, 1970년 7월 10일 ~ )은 잉글랜드의 배우, 감독, 음악가이다. 영국 아카데미 텔레비전상 남우주연상과 로런스 올리비에상 남우주연상 후보에 두 차례씩 올랐다.
BBC 드라마 《닥터 후》에서 마스터 역을 맡았다. 그가 출연을 수락했던 이유는 아들 라이언이 《닥터 후》 팬이었기 때문이라고 한다.

## 출연 작품

### 영화
- 보스턴 킥아웃 (1996, Boston Kickout)
- 휴먼 트래픽 (1999, Human Traffic)
- 원더랜드 (1999, Wonderland)
- Miranda (2002)
- 24시간 파티하는 사람들 (2002)
- Devilwood (2006) - 단편
- 스켈리그 (2009, Skellig)
- 에브리데이 (2012, Everyday)

### 텔레비전
- Cracker (1995)
- 스테이트 오브 플레이 (2003)
- 라이프 온 마스 (2006)
- 닥터 후 (2007, 2009-10, 2017) - 마스터 역
- The Devil's Whore (2008)
- Mad Dogs (2011-13)
- 프레이 (2014, Prey)
- Code of a Killer (2015)